# Kemény Zoltán
Kemény Zoltán (Banica, (Erdély), 1907. március 21. – Zürich, 1965. június 14.) magyar szobrász. Ő volt eddig az egyetlen magyar, aki megnyerte a szobrászfődíjat a Velencei biennálén 1963-ban.

## Életpályája
Miután tizenéves korában egy festőművész tanítványa volt, beiratkozott a budapesti Kisképzőbe.

1930-ban Párizsba költözött, ahol az építészet és az haute couture felé orientálódott.
A második világháború alatt kivándorolt Svájcba, ahol domborműveket készített, először homokkal és kövekkel, majd szegekkel, vezetékekkel, csavarokkal stb. Fémdomborművei néha nagy méreteket öltöttek, mint például a Sankt Gallen-i Egyetemen.
Munkáit dadaista stílus, a textúrák, a chiaroscuro hatások és a struktúrák eleganciája jellemzik.
1959-ben részt vett a második documenta kiállításon, Kasselben (Németország).
1965. június 14-én halt meg, Zürichben.

## Fordítás
- Ez a szócikk részben vagy egészben  a   Zoltán Kemény című olasz Wikipédia-szócikk ezen változatának fordításán alapul.  Az eredeti cikk szerkesztőit annak laptörténete sorolja fel. Ez a jelzés csupán a megfogalmazás eredetét és a szerzői jogokat jelzi, nem szolgál a cikkben szereplő információk forrásmegjelöléseként.